# Trees Lemaire
Therèse Finette (Trees) Lemaire (Amsterdam, 15 januari 1919 – aldaar, 10 december 1998) was een Nederlands politica. Namens de Partij van de Arbeid zat zij van 28 maart 1957 tot 17 september 1963 in de Tweede Kamer der Staten-Generaal.

## Levensloop
Lemaire werd geboren in 1919 als dochter van Matthias Ludovicus Joannes Lemaire (1891-1979) en Mietje de Vries (1887-1986). Later volgde ook nog een jongere broer Frits. Beide ouders waren onderwijzer, maar haar vader besloot kunsthandelaar te worden. Het gezin verhuisde in 1925 naar Rotterdam, drie jaar later naar Den Haag om in 1933 weer terug te verhuizen naar Amsterdam. Trees Lemaire rondde gymnasium-A af en studeerde van 1937 tot 1943 rechten aan de Gemeentelijke Universiteit in Amsterdam.
Tijdens de Tweede Wereldoorlog werkte Lemaire voor de Persoonsbewijzencentrale en verspreidde Het Parool. Ze werd in 1943 opgepakt bij een controle, maar werd na bemiddeling van een Duitse klant van haar vader vrijgelaten. Na de oorlog ging ze bij Het Parool werken als sociaal-economisch redactrice en later als chef van de sociaal-economische redactie. Ook schreef ze voor de krant over mode.
Lemaire was kandidaat bij de Tweede Kamerverkiezingen van 13 juni 1956. Ze stond niet hoog genoeg op de kandidatenlijst om direct verkozen te worden, maar kwam op 28 maart 1957 de Kamer in na het overlijden van Kees ten Hagen. Ze hield zich daar vooral bezig met sociale zaken en volkshuisvesting. Ze verliet in 1963 het parlement omdat ze te weinig resultaat voor haar inspanningen zag.
In september 1963 werd Lemaire afdelingshoofd bij de VARA. In 1966 werd ze secretaris van de Programma Adviesraad. Een jaar later werd ze plaatsvervangend kroonlid van de Sociaal-Economische Raad (SER). Rond diezelfde tijd ging ze ook voor de kunsthandelzaak van haar vader werken, wat zij samen met haar broer na haar vaders overlijden overnam. Ze werd daarmee een van de eerste vrouwelijke kunsthandelaren van Nederland. Naast deze functies bekleedde Lemaire ook nog bestuurlijke functies bij onder meer Reclameraad en dagblad Het Vrije Volk. In 1988 werd ze benoemd als officier in de Orde van Oranje-Nassau voor haar verdiensten in de SER, waar zij een jaar later stopte. Op 10 december 1998 overleed Lemaire aan een hersentumor.